# 侯弘實
侯弘實（？—？），清朝史書避乾隆帝弘曆諱改寫成侯宏實，千乘人（一作蒲坂人），五代十国时後唐和後蜀政治人物。
侯弘實年幼家中貧窮，十三歲时曾在屋簷下打瞌睡，夢到自己在暑月大雨變成彩虹在黃河喝水，良久才散去。他的母親看到後感奇怪，問他有否感覺不適；侯弘實回答他夢到留在河中，取水填飽肚子就回家。幾個月後，有蜀僧臨門拜訪，對侯弘實母親說：「女弟子有後福，契合兒子氣力。」她叫侯弘實出來讓僧人看看，僧人看後道：「是蜺龍啊，但不是真龍。做官一定聲名顯赫，唯需要離開故鄉至江海地方做官，而信佛才會善終。」《太平廣記》引用《鑑戒錄》亦有類似記載。
其後侯弘實在後唐擔任河中都指揮使，同光三年（925年）隨魏王李繼岌遠征前蜀，他屬保义军节度使康延孝部下。之後康延孝叛變，並在漢州敗亡，蜀高祖孟知祥俘虜他和李肇，任命侯弘實為牙內馬步指揮副使。不久统兵对抗东川节度使董璋，侯弘實先行攻下閬州，一馬當先；到彌牟鎮之戰他也參與其中，董璋的敗亡他亦有功。
孟知祥即帝位，改封侯弘實為奉鑾肅衛指揮副使，同年受遺詔和趙季良等人共同輔政，進封侍中。他後來任職眉州刺史、寧江武泰節度使，晚年信佛，興建禪院和藏經閣，獲得善終；而他的母親年八十一，累封太夫人，就如當年僧人所說一樣。

## 引用
1. ↑  《十国春秋·後蜀·卷51》：侯宏實，千乘人 《鑑戒錄》云蒲坂人。
2. ↑  《鑑戒錄·卷3》：孟蜀侯（弘實）侍中，本溝坂人也。
3. ↑  《十国春秋·後蜀·卷51》：幼而家貧，年十三，假寐簷下，會暑月大雨，有虹自黄河飲水，俄貫宏實口，良久始沒。母見而奇之，及覺，問宏實有異否。對曰：適夢濡河，取水果腹而歸居。
4. ↑  《十国春秋·後蜀·卷51》：數月，有蜀僧詣門謂宏實母曰：「女弟子當九九後福，合得兒子氣力。」母呼宏實請相焉，僧徐視曰：「此蜺龍也，即非真龍，官必顯貴，法當離鄉井食祿江海，惟欽崇三寶可獲令終。」
5. ↑  《太平廣記·卷138·徵應四 人臣休徵》：孟蜀侯侍中，宏實本浦阪人也，幼而家貧，長為軍外子弟。年方十三歲，困寐於屋檐下。是月炎蒸，天將大雨，有長虹自河飲水〈黃河也〉，俄貫於童兒之口。惟其母見，不敢驚之，欲窺其變異，侯母可謂賢也。良久，虹自天沒於童兒之口，不復出矣。母俟其睡覺，問其子曰：「夢中有所睹否？」對曰：「適夢入河飲水，飽足而歸。」母聞其言，知子必貴。後數月，有一行腳蜀僧詣門求齋，侯母竭力供養。僧臨去，謂侯母曰：「女弟子當九九後福，合得兒子氣力。」侯母呼其子出，請僧相之。僧視之曰：「此兒龍也，即非真龍，乃蛟螭之輩也。但離鄉別井，直近江海，客官方有顯榮。」又曰：「此子孽毒，當食血肉，為生靈之患。倘敬信三寶，即得令終。」
6. ↑  《十国春秋·後蜀·卷51》：已而，宏實仕後唐，為河中都指揮使。同光三年，魏王繼岌入蜀，隸李紹琛部下。紹琛破漢州，高祖將兵執紹琛，而宏實與李肇皆為高祖所鹵，因命宏實為牙內馬步指揮副使。
7. ↑  《十国春秋·後蜀·卷51》：未幾將兵會董璋，攻下閬州，先登陷陳，甚為一軍所推。彌牟鎮之戰，宏實身在行間，董璋敗，宏實亦論功焉。
8. ↑  《九國志·卷7·後蜀臣傳二十七首》：高祖即位，改奉鑾肅衛指揮副使。是歲，受遺詔同趙季良等輔政，進秩侍中。宏實歷官眉州刺史、寧江武泰節度使，一官二鎮，皆近大江。晚年，興造禪院，開轉藏經，廣建第宅，竟得善終。母年八十一，後累封太夫人，悉如蜀僧所言。